# Апакидзе, Тимур Автандилович
Тиму́р Автанди́лович Апаки́дзе (4 марта 1954, Тбилиси — 17 июля 2001, Островский район, Псковская область гарнизон «Остров») — советский и российский военный лётчик. Герой Российской Федерации (17.08.1995), лётчик-снайпер. Генерал-майор (15.12.1995).

## Биография
Родился 4 марта 1954 в городе Тбилиси Грузинской ССР (ныне Грузия). Грузин.
В возрасте одного года переехал с матерью в город-герой Ленинград (ныне г. Санкт-Петербург), где вырос и учился в школе до 8 класса.

### Начало военной карьеры
В 1971 году накануне окончания Ленинградского Нахимовского военно-морского училища послал телеграмму Главкому ВМФ СССР с просьбой, в порядке исключения, направить его в Ейское высшее военное авиационное училище лётчиков имени В. М. Комарова (ЕВВАУЛ) и дал обязательство вернуться на флот, был поддержан начальником училища Бакарджиевым В. Г. и получил согласие Адмирала Флота Советского Союза С. Г. Горшкова.
В 1975 году по окончании ЕВВАУЛ лейтенант Т. А. Апакидзе был направлен на Балтийский флот в качестве лётчика 846-го отдельного гвардейского морского штурмового авиационного полка им. В. П. Чкалова (Су-17М). К 1983 году он — заместитель командира 846-го отдельного гвардейского морского штурмового авиационного полка.

### Служба в 100-м корабельном истребительном полку
В 1986 году окончил Военно-морскую академию имени А. А. Гречко и был назначен командиром 100-го корабельного истребительного полка Центра корабельной авиации ВМФ (базовый аэродром — Саки, Крым), а позднее и начальником Центра. 11 июля 1991 года из-за отказа системы дистанционного управления был потерян один из первых серийных Су-27К-Т-10К-8. Пилотировавший его Апакидзе катапультировался.
26 сентября 1991 года первым из российских морских лётчиков совершил посадку на палубу тяжёлого авианесущего крейсера «Адмирал Флота Советского Союза Кузнецов» на первом российском серийном палубном истребителе Су-27К, который сегодня известен как Су-33. За это в октябре 1991 года был представлен к присвоению звания Героя Советского Союза.
После распада Советского Союза сыграл ключевую роль в сохранении авианесущего крейсера «Адмирал Флота Советского Союза Кузнецов» в составе Военно-Морского Флота России.
В связи с тем, что украинская сторона могла предъявить на этот корабль претензии, 1 декабря 1991 года он был экстренно и тайно выведен из Севастополя и переведён на Северный флот. Вместе с ним на Север перевелись около восемнадцати лётчиков и сотня инженеров и техников из состава Сотого полка. По воспоминаниям лётчиков, «у Апакидзе была идея поднять полк и увести его в Россию целиком. Но когда по телевизору показали Кравчука, целующегося в Ялте с Ельциным, он понял, что не стоит подставлять людей и становиться заложником продажных политиков». При повторном принятии присяги на верность новому государству — Украине, — Апакидзе отказался это сделать.
До июня 1992 года прослужил в должности начальника воздушно-огневой и тактической подготовки авиационного полка в городе Саки, после чего был переведён на Северный флот на военный аэродром Североморск-3 и назначен начальником воздушно-огневой и тактической подготовки — старшим лётчиком смешанной корабельной авиационной дивизии ВВС СФ. Однако в те годы у российской армии не было средств на содержание палубной авиации, на проведение учебно-тренировочных полётов, на постройку новых машин, происходило сокращение личного состава. В тех условиях перед Апакидзе поставили задачу сажать самолёты на палубу, иначе авианосец должен был разделить участь недостроенных кораблей того же класса — пойти на металлолом.
Окончив в 2000 году Военную академию Генерального штаба Вооружённых Сил Российской федерации, генерал-майор Апакидзе был назначен заместителем командующего авиацией Военно-Морского Флота.
В общей сложности налетал 3 тысячи часов на 13 типах самолётов. На счету Апакидзе 300 посадок на палубу крейсера в Чёрном, Средиземном морях, в Атлантике и на Севере. Входил в пятёрку пилотов, освоивших известную во всем мире «кобру Пугачёва» и «колокол».
Одним из первых среди авиаторов-североморцев удостоен звания Героя Российской Федерации (17 августа 1995 года).

### Гибель

Памятник
на Троекуровском кладбище

Погиб 17 июля 2001 во время показательных выступлений на празднике в честь 85-летия военно-морской авиации в Центре боевой подготовки и переучивания лётного состава авиации ВМФ под Псковом. Апакидзе, выполнив все фигуры высшего пилотажа, заходил на посадку, когда его самолёт Су-33, находившийся в нескольких километрах от взлётно-посадочной полосы, «повёл себя неустойчиво». После доклада об этом на пункт управления полётами, лётчику поступила команда катапультироваться. Однако, Апакидзе решил не катапультироваться и оставался в пилотской кабине до момента удара самолёта о землю и его взрыва, стремясь сохранить самолёт. Однако по мнению госкомиссии, Апакидзе погиб «вследствие психофизической перегрузки». Пилот отключил ограничители предельных углов атаки и перегрузки, чтобы выполнить сложные фигуры пилотажа. В результате во время одного из манёвров он испытал восьмикратную перегрузку и потерял контроль над машиной.
Похоронен 20 июля 2001 год в Москве на Троекуровском кладбище (участок 4).

## Награды
- Медаль «Золотая Звезда» Героя Российской Федерации (17 августа 1995)
- Орден «За военные заслуги» (2002, посмертно)[источник не указан 1577 дней]
- Орден «За службу Родине в Вооружённых Силах СССР» III степени (февраль 1988)
- Орден «За личное мужество» (1993)
- Медаль «За боевые заслуги» (27.12.1982)
- Юбилейная медаль «300 лет Российскому флоту»
- Медаль «60 лет Вооружённых Сил СССР»
- Медаль «70 лет Вооружённых Сил СССР»
- Медаль «За безупречную службу» I степени
- Медаль «За безупречную службу» II степени
- Медаль «За безупречную службу» III степени
- Заслуженный военный лётчик Российской Федерации (18 августа 1994) — за особые заслуги в освоении авиационной техники, высокие показатели в воспитании и обучении летных кадров и многолетнюю безаварийную летную работу в военной авиации[9]
- Лётчик-снайпер

## Память

Бюст в Североморске

Бюст в Новофёдоровке

- 17 июля 2002 года на Троекуровском кладбище (участок 4) открыт памятник.
- Имя присвоено одной из улиц города Остров в Псковской области, улице на которой он жил в городе Североморск—3 в Мурманской области, одной из улиц посёлка Новофёдоровка (бывший гарнизон Саки-4, Крым).
- Имя присвоено школе № 57 г. Мурманска.
- На месте падения истребителя Су-33 (Псковская область) установлен памятный знак.
- В городе Североморске Мурманской области на площади Сафонова установлен бюст.
- В посёлке Новофедоровка (бывший гарнизон Саки-4) на Аллее героев установлен бюст.
- Открыты мемориальные доски в Нахимовском училище, в Саках, Калининграде и Североморске-3.
- Т. А. Апакидзе посвящена песня барда Константина Фролова «Поговори со мной о крыльях» и песня "Тимур" подмосковного трио "Яблонька".
- 17 июля 2013 года (ровно через 12 лет со дня гибели) на территории Комсомольского-на-Амуре авиационного завода открыт памятник палубному истребителю Су-33. На самолёт нанесены портрет Т. А. Апакидзе и бортовой номер машины — «70»[10].
- Ежегодно с 2002 года в городе Великие Луки проходит Кубок Псковской области по каратэ имени Героя Российской Федерации Тимура Апакидзе[11].
- Приказом Министра обороны Российской Федерации № 687 от 13 ноября 2015 г. генерал-майор Т. А. Апакидзе навечно зачислен в списки воспитанников 2-й учебной роты Нахимовского военно-морского училища[12].
- Именем назван военно-патриотический клуб «Кадеты Авиации» в городе Сызрань.
- Имя присвоено школе № 152 Красногвардейского района г. Санкт-Петербурга.
- Имя присвоено школе № 11 г. Калининграда.

## Фильмы
- Форсаж. Авторский фильм Наталии Гугуевой о Тимуре Апакидзе. 2001.
- След Сокола. Тайна гибели генерала Апакидзе. Рен—ТВ. 2006.
- О расследовании дела о гибели генерала Т. Апакидзе. Столица, Щит Родины, 2006
- Тимур. История последнего полёта. 1 канал, 2005
- Тимур Апакидзе. Как уничтожали палубную авиацию. RuRoomREC